# Onthophagus dubitabilis
Onthophagus dubitabilis är en skalbaggsart som beskrevs av Henry Fuller Howden och François Génier 2004. Onthophagus dubitabilis ingår i släktet Onthophagus och familjen bladhorningar. Inga underarter finns listade i Catalogue of Life.